# Огненный мост (фильм)
«Огненный мост» — советский историко-революционный цветной двухсерийный художественный фильм, снятый режиссёром Борисом Ниренбургом в 1976 году по мотивам одноимённой пьесы Бориса Ромашова, написанной в 1920-х годах.

## Сюжет
Во время Октябрьской социалистической революции дети адвоката Дубравина — Ирина и Геннадий — оказались в противоборствующих лагерях. Ирина предпочла остаться с большевиками, тогда как Геннадий вместе с остатками Белой армии ушёл за границу. Позже герой, связанный с иностранной разведкой, вернулся на родину как диверсант.
Ирина Дубравина — интеллигентка, отстаивающая дело революции как личный подвиг и оказывающаяся в моральном тупике в дни мирного строительства. Её героиня — профессиональный большевик, ставшая «красным» директором крупного предприятия. В числе задач, стоящих перед Дубравиной, — переключение энергии революционной борьбы на дело мирного строительства и подъёма экономики.
Фильм демонстрирует процесс участия интеллигенции в революции и послереволюционных преобразованиях страны.

## В ролях
- Юрий Каюров — Хомутов, «красный» директор
- Алла Чернова — Ирина Дубравина
- Владимир Кенигсон — Аркадий Дубравин
- Нина Архипова — Ксения Михайловна
- Александр Кайдановский — Геннадий Дубравин, поручик
- Всеволод Сафонов — Болухатов
- Виктор Павлов — Пётр Стрижаков
- Артём Иноземцев — Лысов
- Антанас Габренас — Штанге
- Олег Белов — Кузьма Порываев
- Раиса Рязанова — Мухина
- Альберт Буров — Яков Ямпольский
- Эугения Плешките — Гильда Хорн
- Лесь Сердюк — Кутяк
- Александр Мовчан — Горбенко
- Юрий Гусев — Голоушев
- Валерий Анисимов — Мазюра
- Валентин Брылеев — телеграфист
- Леонид Елинсон — петлюровец
- Евгений Марков — начальник станции
- Николай Погодин — Воинов
- Ромуальдас Янелюнас — посыльный
- Светлана Атамашкина — Даша
- Михаил Евдокимов — Степан
- Анатолий Решетников
- Владимир Ефремов — эпизод
- Валентина Лукьяненко — эпизод
- Михаил Макаров — матрос
- Виктор Митяев — эпизод
- Юрий Щуцкий — матрос
- Ромуне Лауски — эпизод
- Ромас Баублите — эпизод
- Валерий Майоров — эпизод (нет в титрах)
- Юрий Мажуга — эпизод (нет в титрах)
- Евгений Бочаров — эпизод (нет в титрах)

## Съёмочная группа
- Режиссёр: Борис Ниренбург
- Сценарист: Элеонора Милова
- Оператор: Юрий Журавлёв, Евгений Русаков
- Художник: Иван Тартынский
- Композитор: Игорь Ефремов